# Васко Абаджієв
Ва́ско Абаджі́єв (болг. Васко Абаджиев, * 14 січня 1926, Софія — † 14 грудня 1978, Гамбург) — болгарський музикант, скрипаль-віртуоз.

## Біографія
Васко Абаджієв народився в сім'ї професора Софійської консерваторії, викладача гри на скрипці Николи Абаджієва і піаністки Лали Піперової.
У червні 1932-го 6-річний Васко дебютує як скрипаль на міжнародному конкурсі у Відні. Дев'ятилітнім закінчує Софійську консерваторію і стає наймолодшим дипломантом за всю історію вищої освіти в Болгарії. У 1936 році разом із батьками Васко переїжджає до Брюсселя, щоб вступити в Брюссельську музичну академію. Наступного року він здобуває спеціальний приз на Міжнародному конкурсі імені Ежена Ізаї у Льєжі та золоту медаль від короля Бельгії Леопольда III. Король приймає юного скрипаля у себе в палаці.
У свої тринадцять років Васко з відзнакою закінчує Брюссельську музичну академію й вирушає в турне Бельгією, Німеччиною, Францією, Італією, Данією та Швецією.
На початку Другої світової війни родина Абаджієвих осіла в Німеччині, й Васко почав навчатися в Берлінській вищій школі музики імені Айслера. Хотів поліпшити своє вміння грати на фортепіано й удосконалитися в композиції. Водночас давав сольні концерти, грав також із ансамблями камерної музики. Незважаючи на воєнний час, 1940–1947 роки були дуже плідні. Триває ціла низка концертів у найвідоміших філармоніях із симфонічними оркестрами під диригуванням, зокрема, Вільгельма Фуртвенґлера, Віллема Менґельберґа, Карла Бема, Гайнца Бонґарца та Германа Абендрота.
Нелегкі воєнні й повоєнні часи позначилися на дуже вразливому Абаджієву. Коли у 1947 році помер батько — Никола Абаджієв, син перебрався до Будапешта, щоб перепочити, заспокоїтися й вилікуватися від важкої жовтяниці.
На початку 50-х років Васко Абаджієв повернувся в Болгарію й від 1952 до 1956 року дав десятки концертів на батьківщині. 1953 року його нагородили Димитровською премією першого ступеня.
На час Угорської революції 1956 року Абаджієв був в Угорщині. У поїзді Будапешт — Прага пасажири, помилково вважаючи, що Васко з матір'ю — росіяни, розбили йому голову. Травмувавшись, Васко Абаджієв лікувався в Угорщині, а згодом у Західному Берліні. Разом із матір'ю він залишився в Німеччині. Жити було важко, концерти траплялися зрідка, й за них мало платили.
1965 року померла мати, й життя Абаджієва поламалося. Потерпаючи від самотності й безпорадності, він важко хворів. Потрапивши в автомобільну катастрофу, він знову травмував голову. Щоб якось прожити, довелося працювати кур'єром у видавництві й грати в моряцьких другосортних ресторанчиках кварталу Санкт-Паулі, що в Гамбурґу.
14 грудня 1978 року в Гамбурзі знайшли задубіле тіло дуже схудлого й виснаженого Васко Абаджієва. Притуливши до себе скрипку, він умер у трамваї другого класу. Цей вагон стояв на бічній колії. Як повідомила міська преса, причина смерті — серцевий напад.

## Ушанування пам'яті
Багато записів музики у виконанні Абаджієва становлять золотий фонд Болгарського радіо. Особливо відзначають його інтерпретації Баха та Паганіні.
У 2009 році опубліковано біографічний роман «Шакона пасион» (болг.), присвячений Васко Абаджієву. Автор твору — болгарський письменник Маргарит Абаджієв.
З 2011 року в Софії проводять міжнародний скрипальський конкурс імені Васко Абаджієва. Першим переможцем став німецький музикант Штефан Тарара.